# Limonium recurvum
Limonium recurvum är en triftväxtart som beskrevs av Charles Edgar Salmon. Limonium recurvum ingår i släktet rispar, och familjen triftväxter. Inga underarter finns listade i Catalogue of Life.